# Eileen Walsh
Pour les articles homonymes, voir Walsh.
Eileen Walsh est une actrice irlandaise née en 1977 à Cork (Irlande).

## Filmographie
- 1996 : Chômage oblige (The Van) : Crushed Girl
- 1997 : Messaggi quasi segreti : Painter
- 1997 : The Last Bus Home : Carole
- 1999 : Mademoiselle Julie (Miss Julie) : Servant
- 1999 : Janice l'intérimaire (Janice Beard 45 wpm) : Janice Beard
- 2000 : Brendan et Trudy (When Brendan Met Trudy) : Siobhan
- 2001 : Look : Trish
- 2002 : The Magdalene Sisters : Crispina / Harriet
- 2002 : Nicholas Nickleby : The Infant Phenomenon
- 2003 : Lula Fantastic (TV) (voix)
- 2005 : 33X Around the Sun : Ruth
- 2009 : Eyes of War : Docteur Christopher
- 2017 : Les Évadés de Maze (Maze) de Stephen Burke : Kate Marley
- 2017 : My Lady (The Children Act) de Richard Eyre : Naomi Henry
- 2024 : Tu ne mentiras point (Small Things Like These) de Tim Mielants : Eileen Furlong